# Grotte di García
Le grotte di García (in spagnolo Grutas de García) sono un complesso di cavità naturali ubicate nella Sierra del Fraile, a 9 chilometri di distanza dal centro di García, nello Stato messicano del Nuevo León.

## Storia
Si pensa che le grotte si siano formate tra 50 e 60 milioni di anni fa. In epoca preistorica erano sommerse dal mare, per questo motivo è possibile trovare fossili marini nelle pareti rocciose. Furono scoperte nel 1843 dal prete Juan Antonio Sobrevilla, mentre Ignacio Marmolejo realizzò la prima esplorazione speleologica al loro interno. L'illuminazione artificiale e le installazioni di accesso per permettere la visita ai turisti furono inaugurate nel 1948.

## Caratteristiche
Dall'unica entrata si diramano due percorsi distinti, il primo è lungo circa 2,5 chilometri ed è formato da 16 sale differenti; il secondo è lungo circa un chilometro e conta 11 sale. L'interno delle grotte ha una temperatura costante di circa 18 °C. Uno degli spazi più ampi è il "salone della luce" (El salón de la luz), che riceve illuminazione naturale da un foro che si apre nel soffitto della grotta. Al suo interno si trova l'imponente formazione stalagmitica chiamata "Albero di Natale" (El árbol de Navidad), addobbata con luminarie che ricordano quelle di un vero albero di Natale. Nel "salone dell'aria" (El salón del aire) si passa invece per una balconata alta 40 metri. Le grotte contengono altre conformazioni notevoli, come "l'ottava meraviglia" (La octava maravilla), una colonna formatasi dall'unione di stalattite e stalagmite; "la mano del morto" (La mano del muerto), una stalagmite che ricorda un braccio umano; "la Natività" (El Nacimiento); "la fontana congelata" (La fuente congelada); "la torre cinese" (La torre china); "il teatro" (El teatro); "l'inferno" (El infierno); "la bara" (El ataúd); La gloria; "la cappella" (La capilla); "il crocifisso" (El crucifijo); "le colonne" (Las columnas); "la testa dell'asino" (La cabeza del burro); "il cammello" (el camello) ed "il gorilla" (El gorila).

## Galleria d'immagini

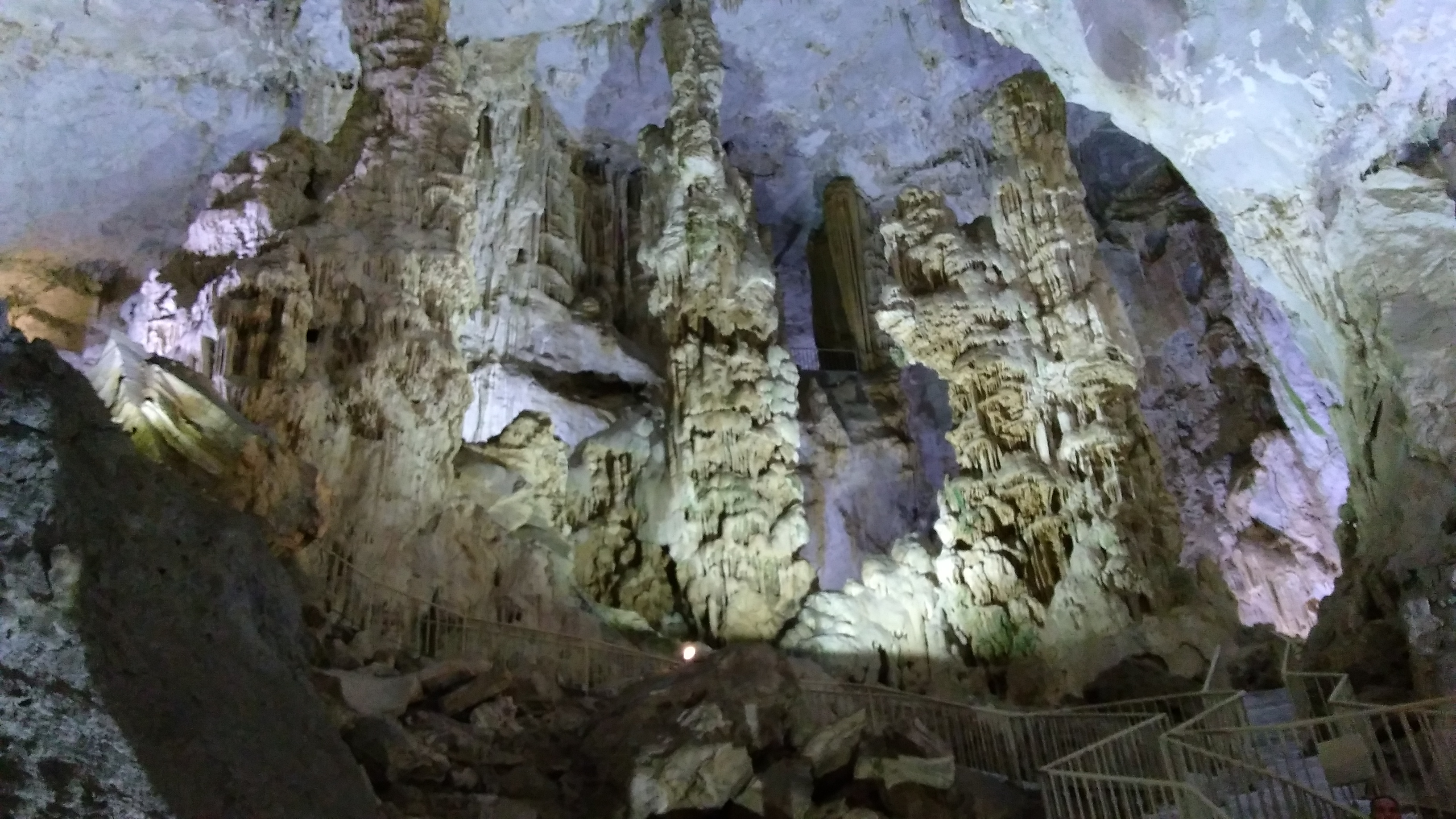
Interno delle grotte
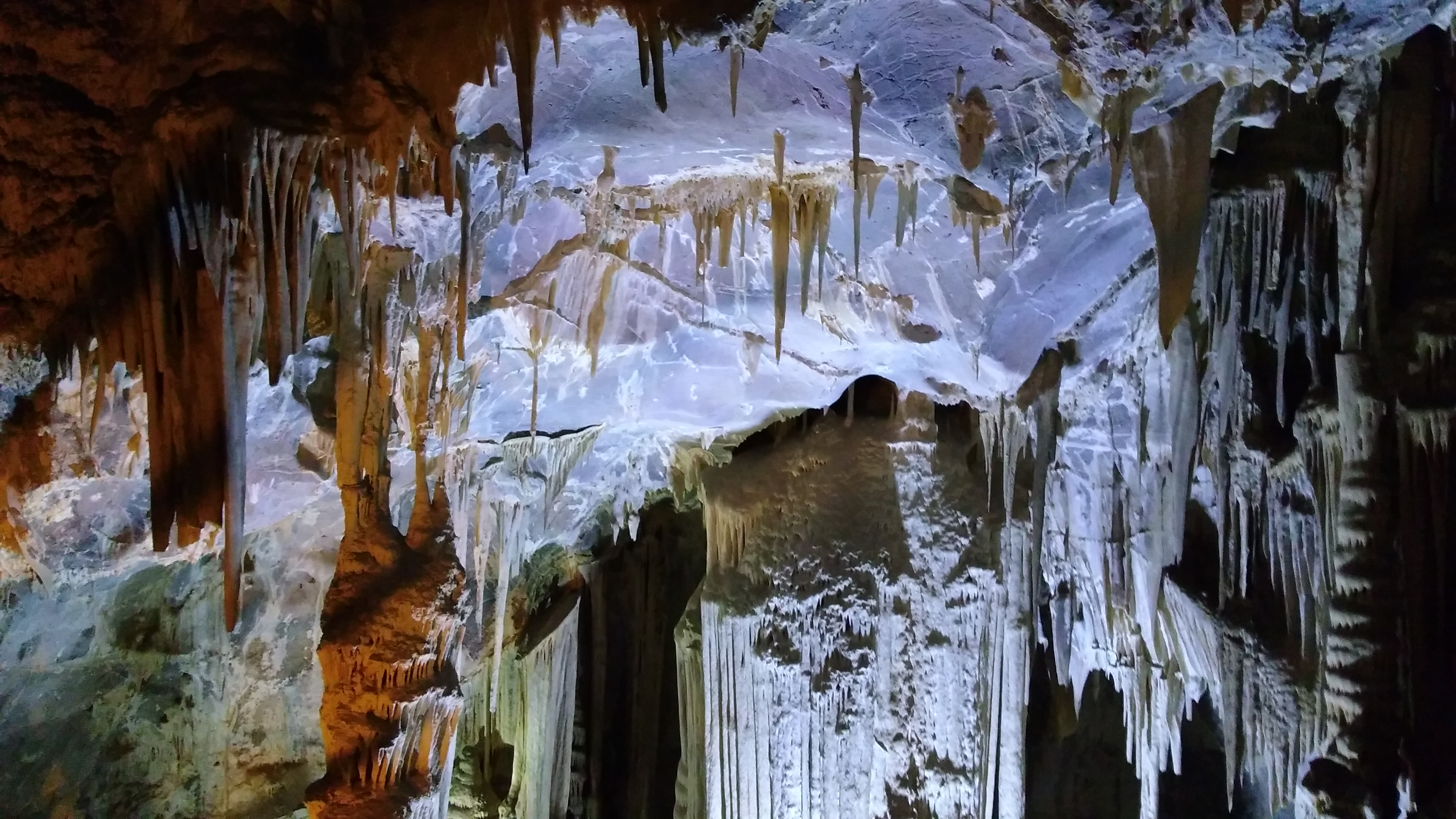
Interno delle grotte
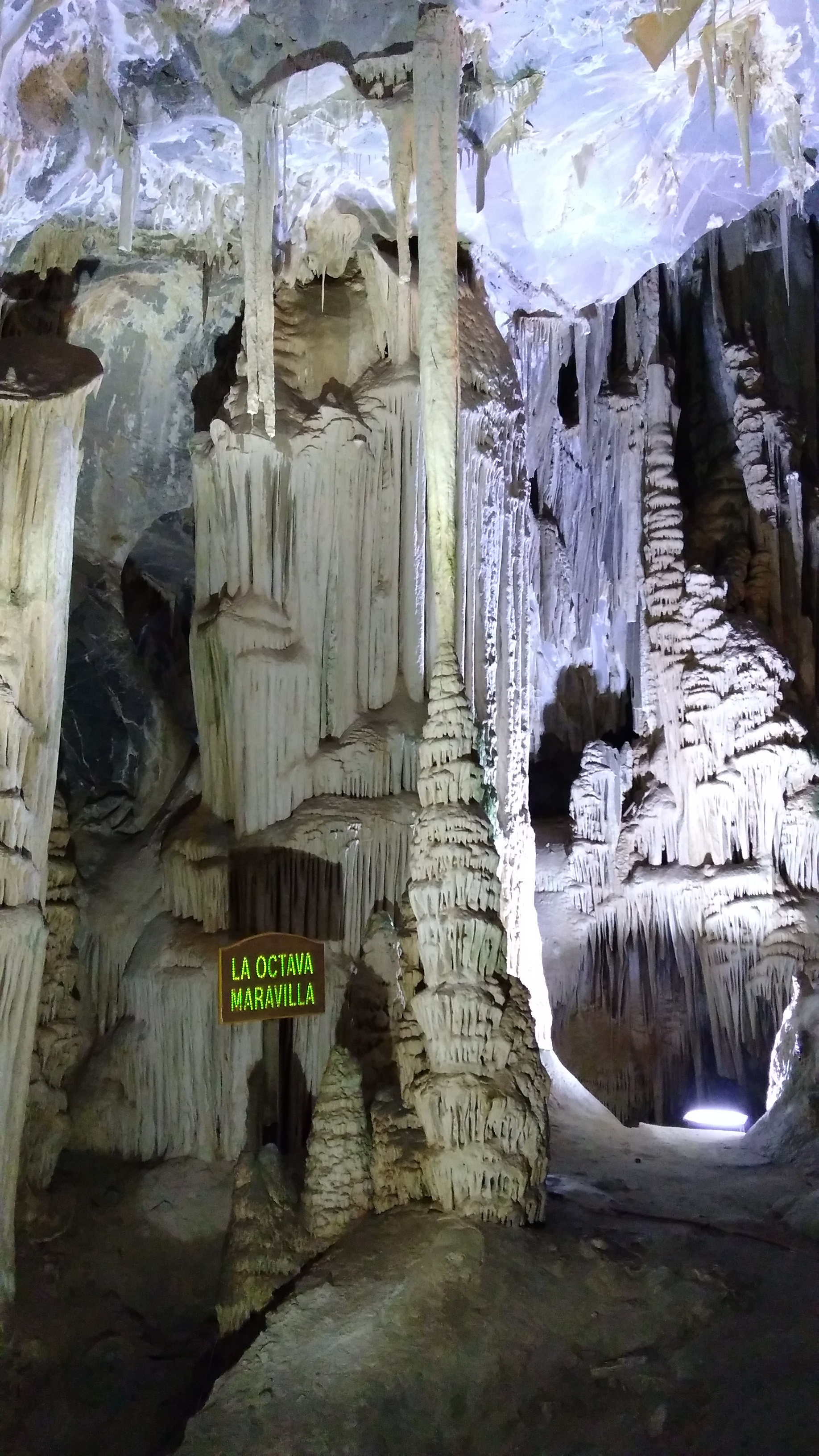
"L'ottava meraviglia"
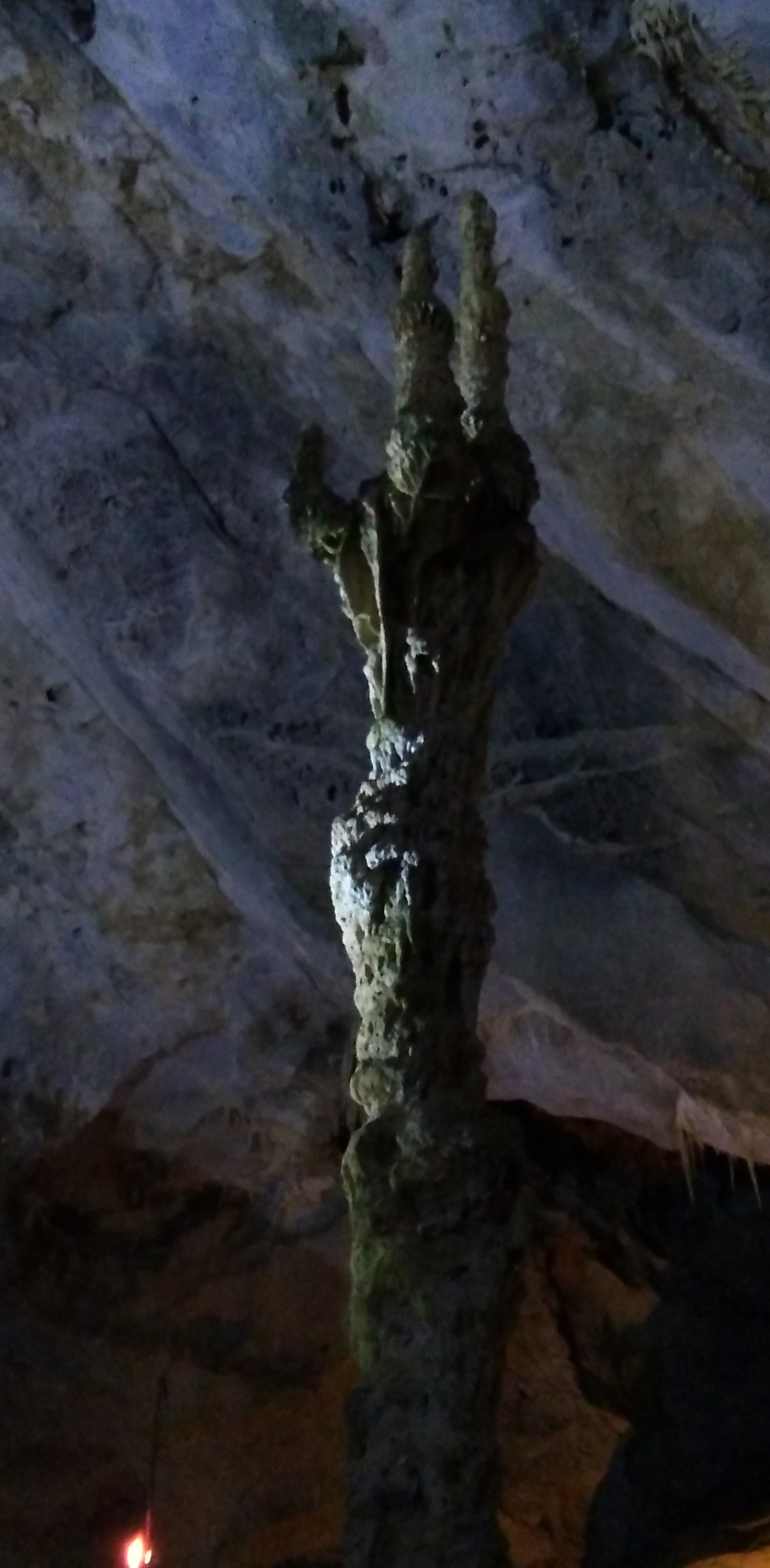
"La mano del morto"
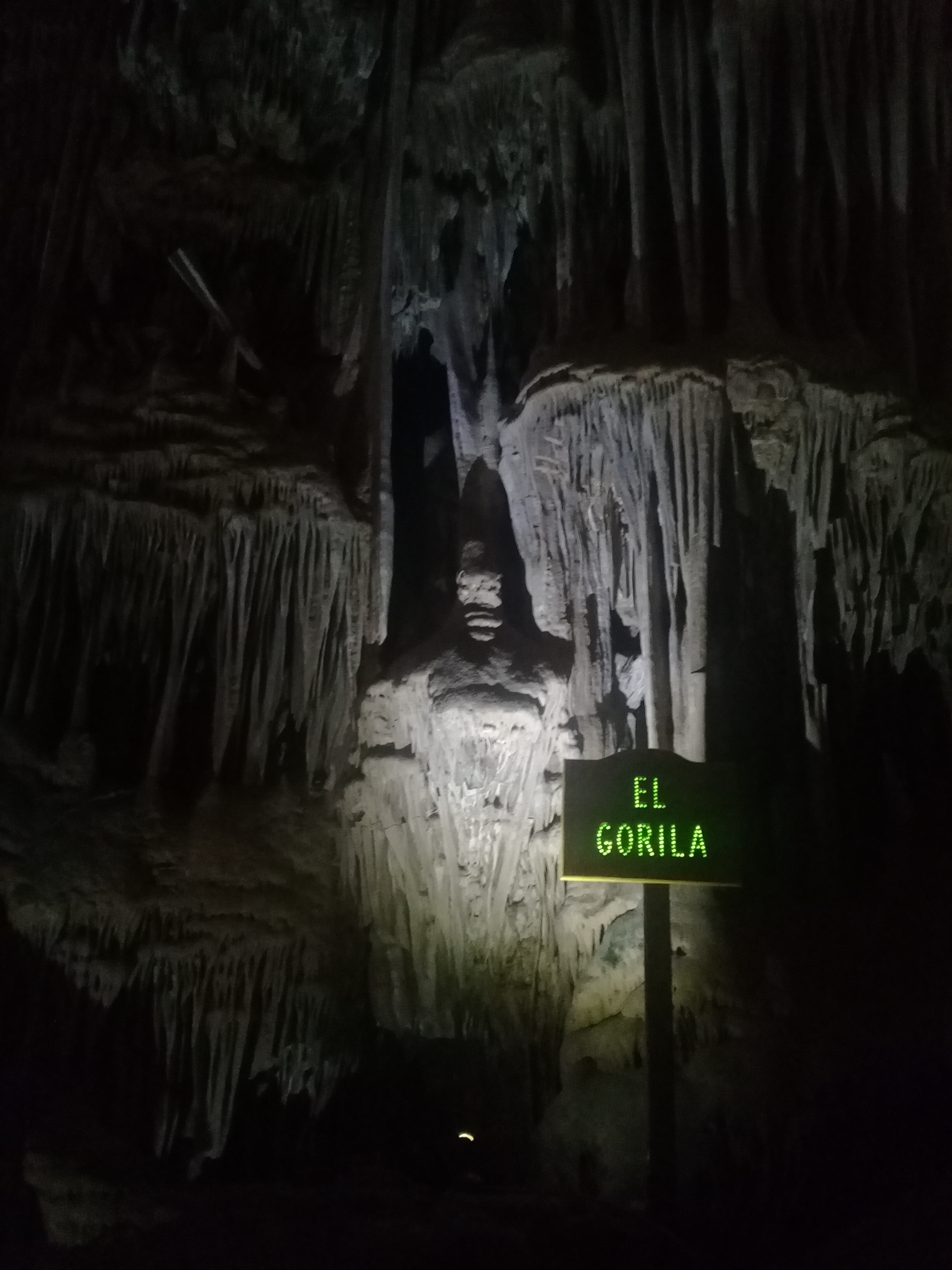
"Il gorilla"
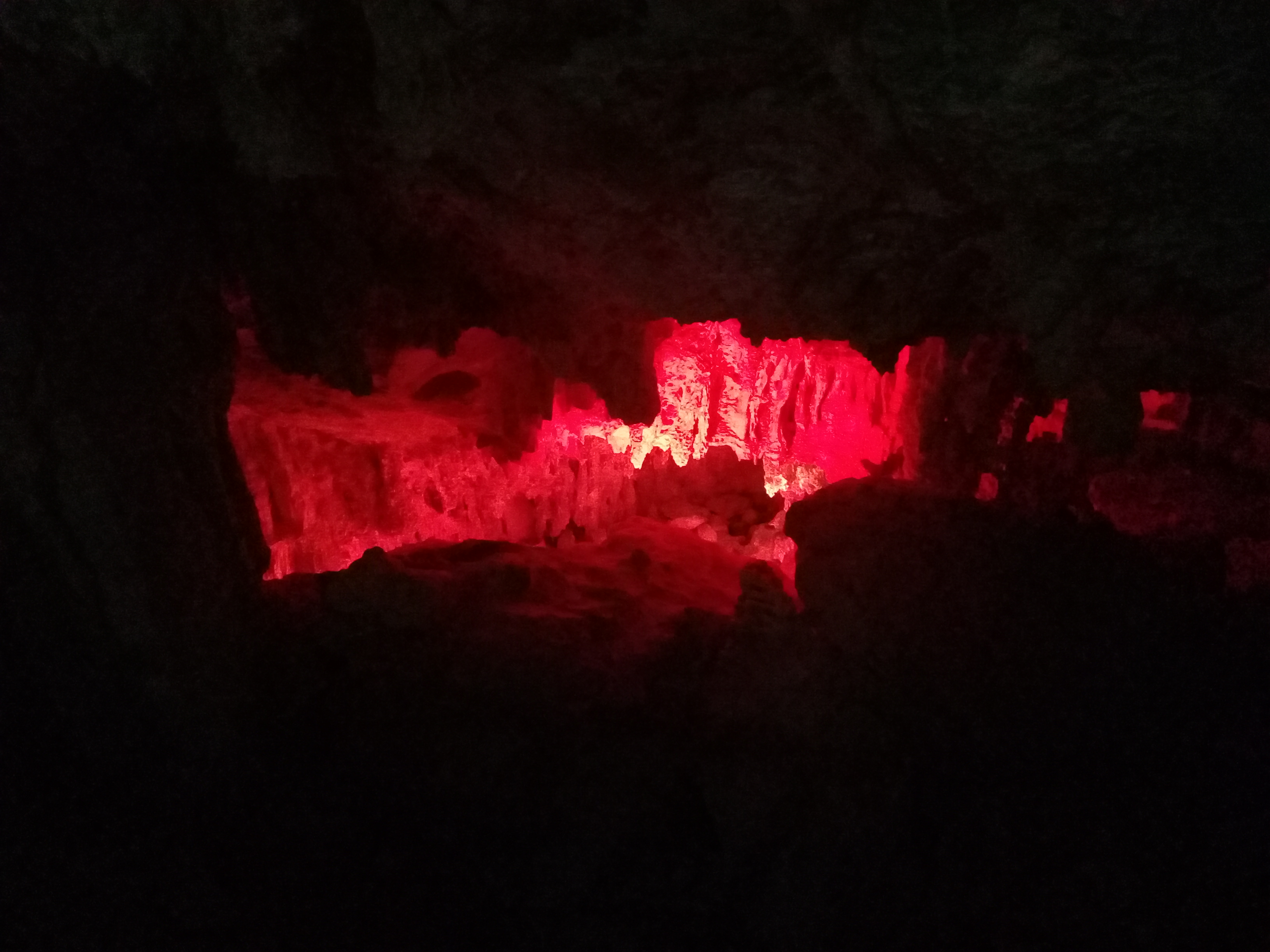
"L'inferno"
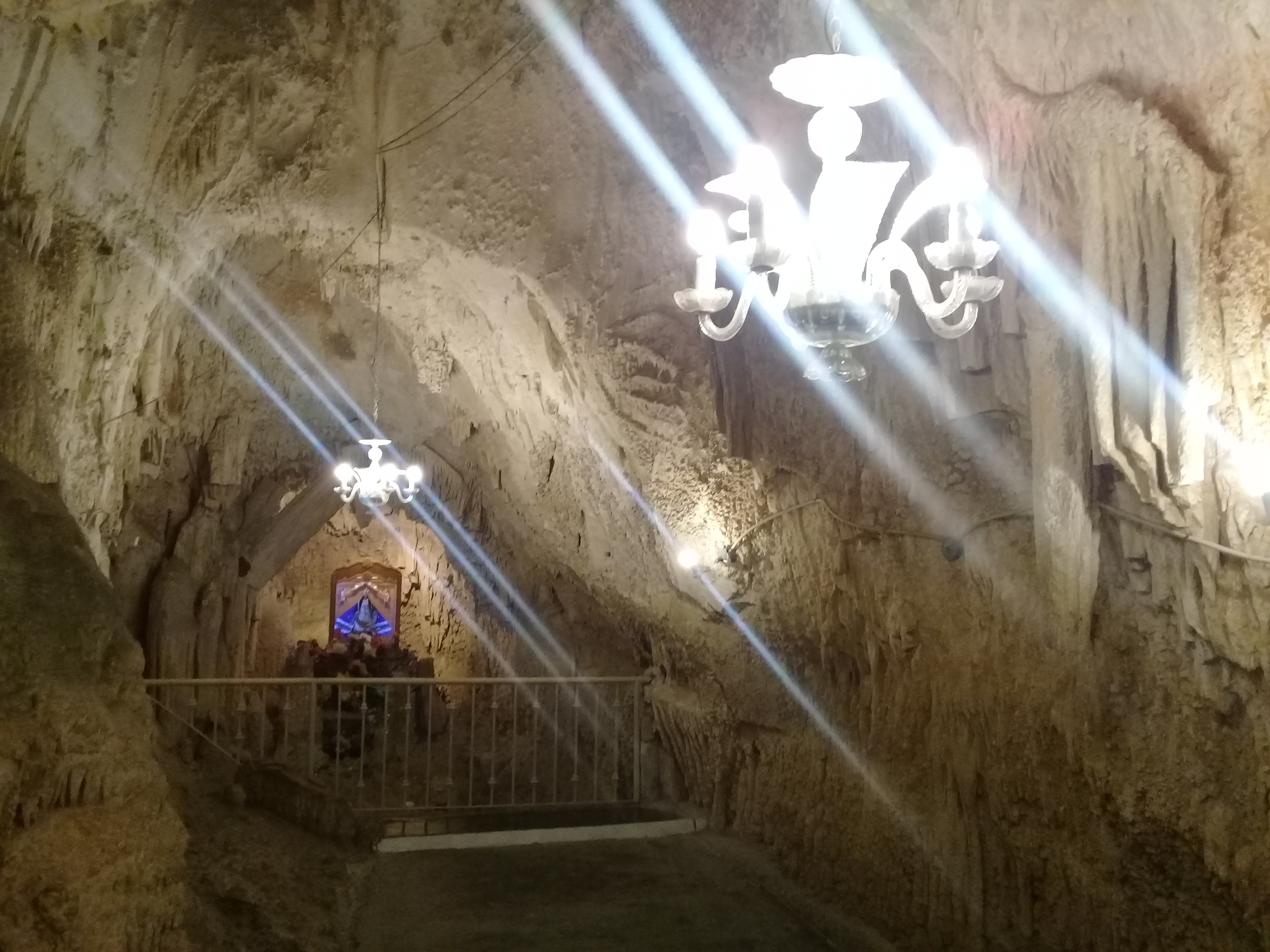
"La cappella"
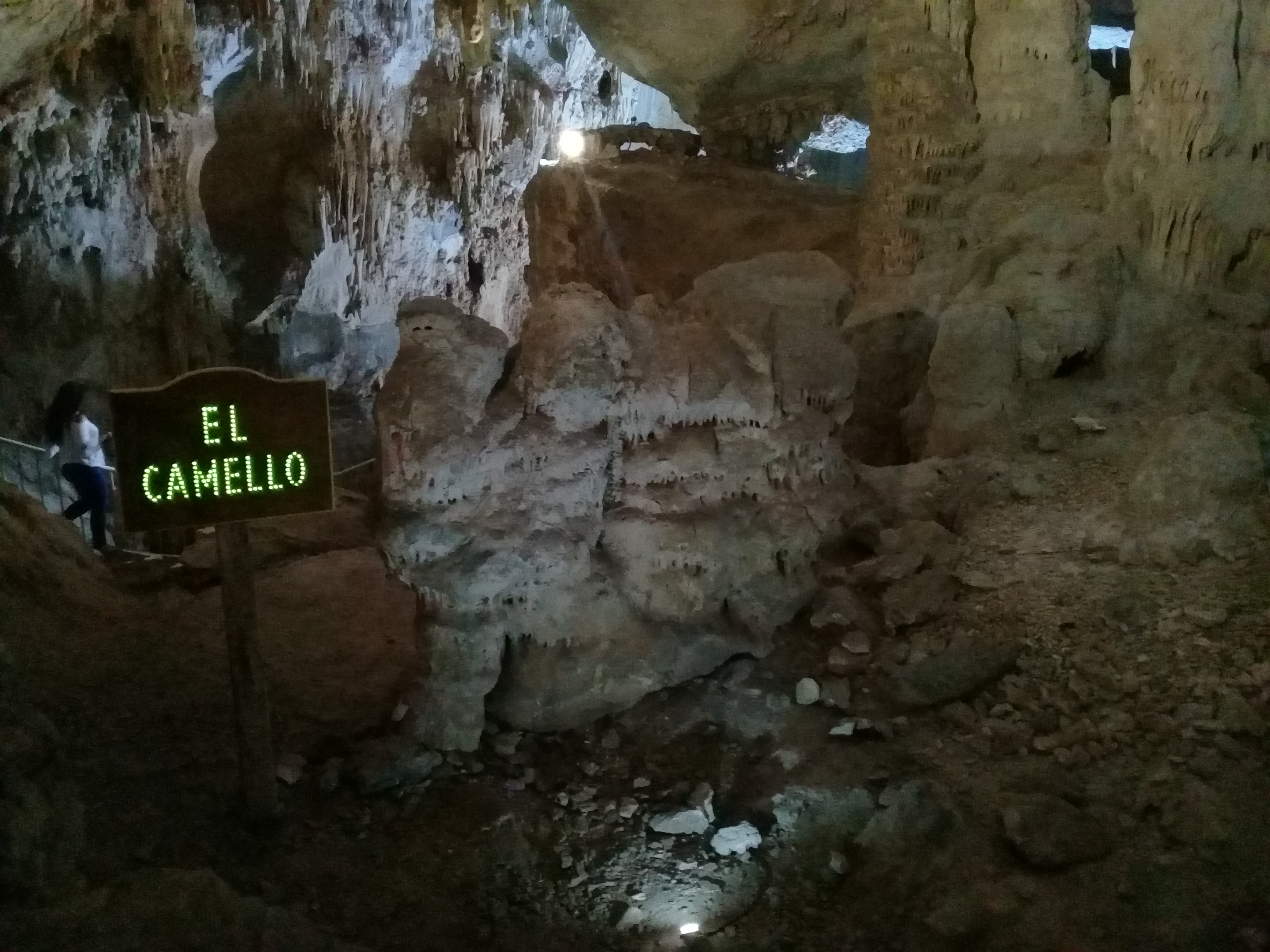
"Il cammello"
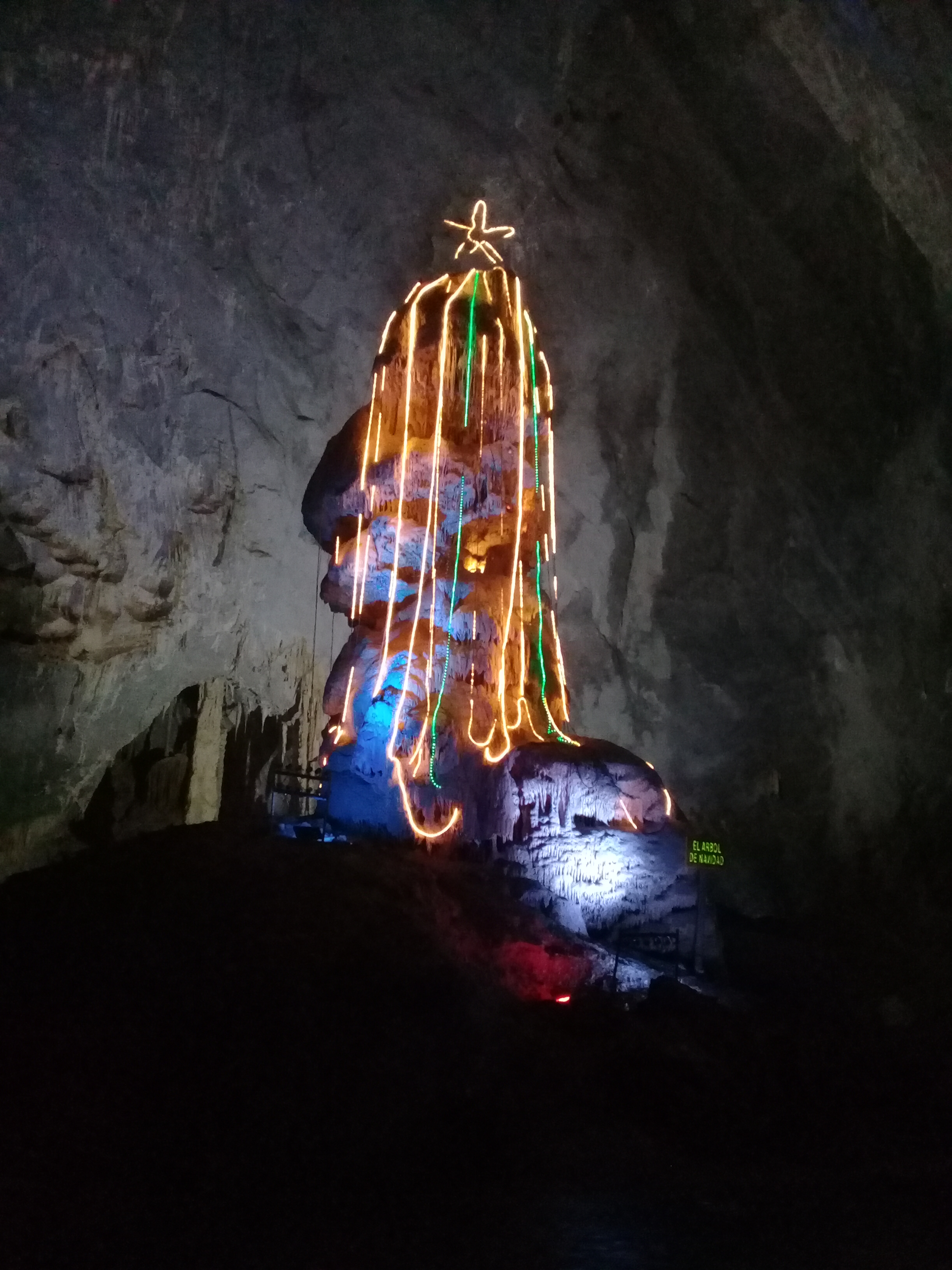
"L'albero di Natale"
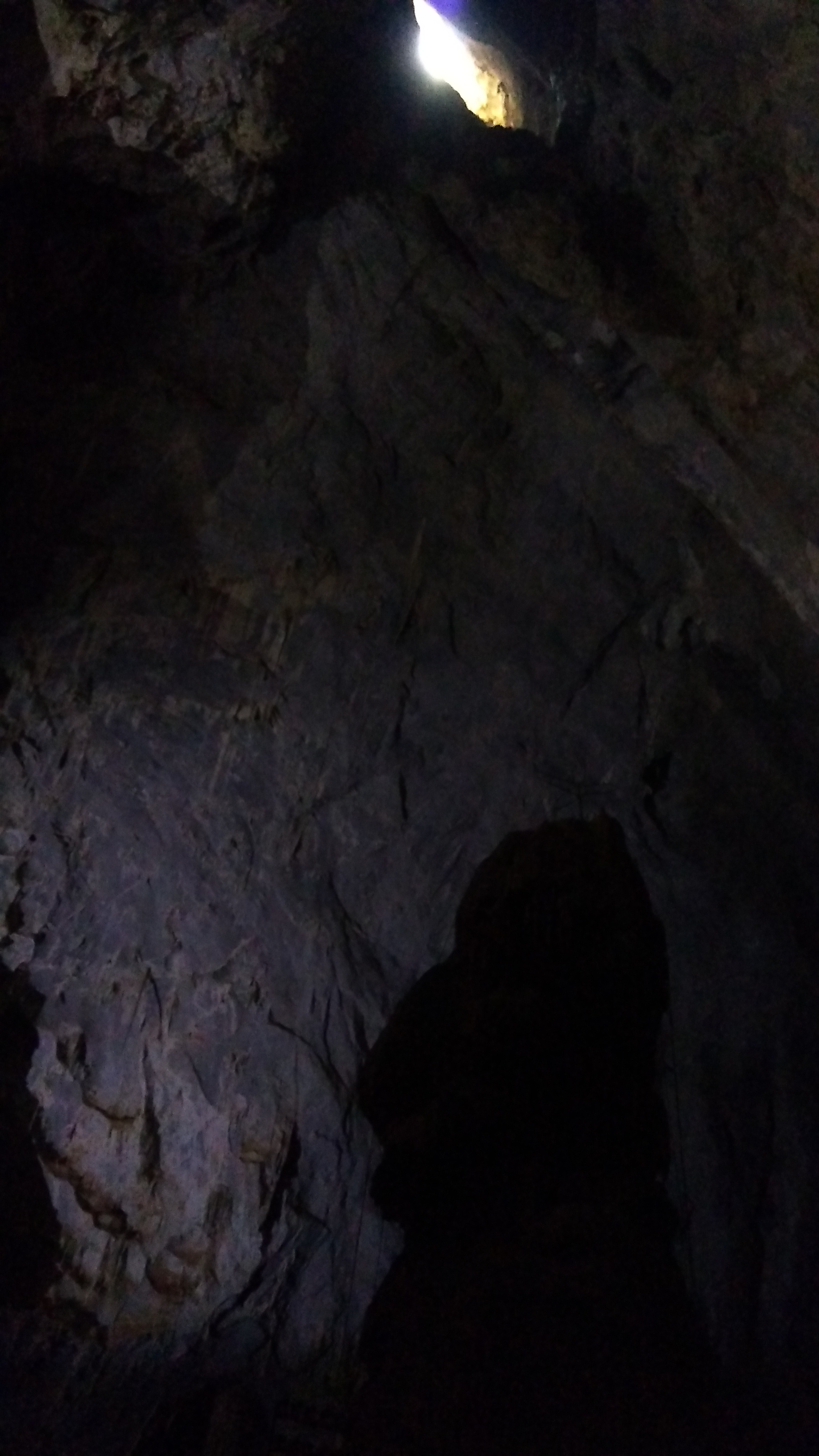
Illuminazione naturale nel "salone della luce", in basso a destra si scorge "l'albero di Natale" con le luci spente
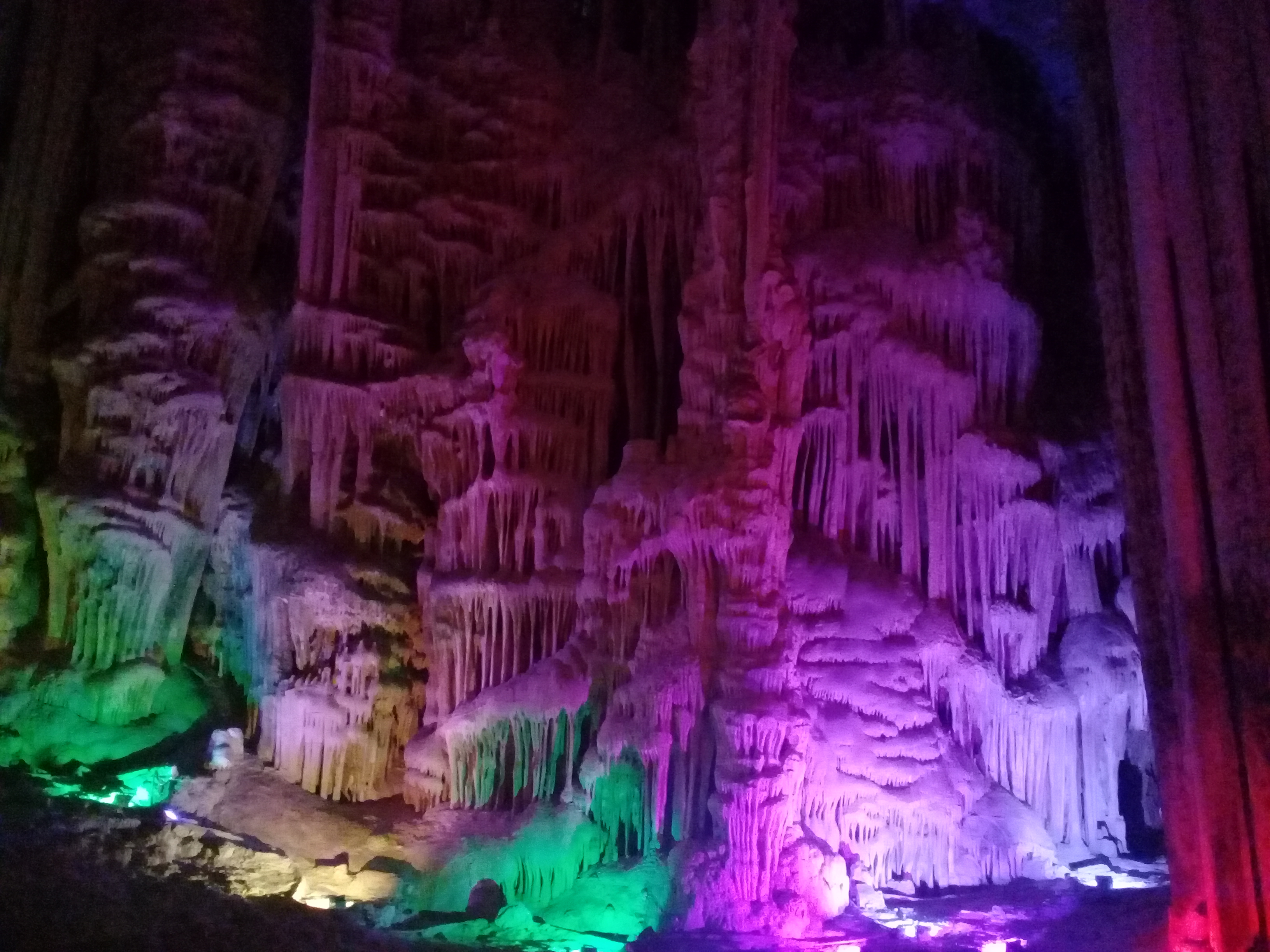
Illuminazione artificiale
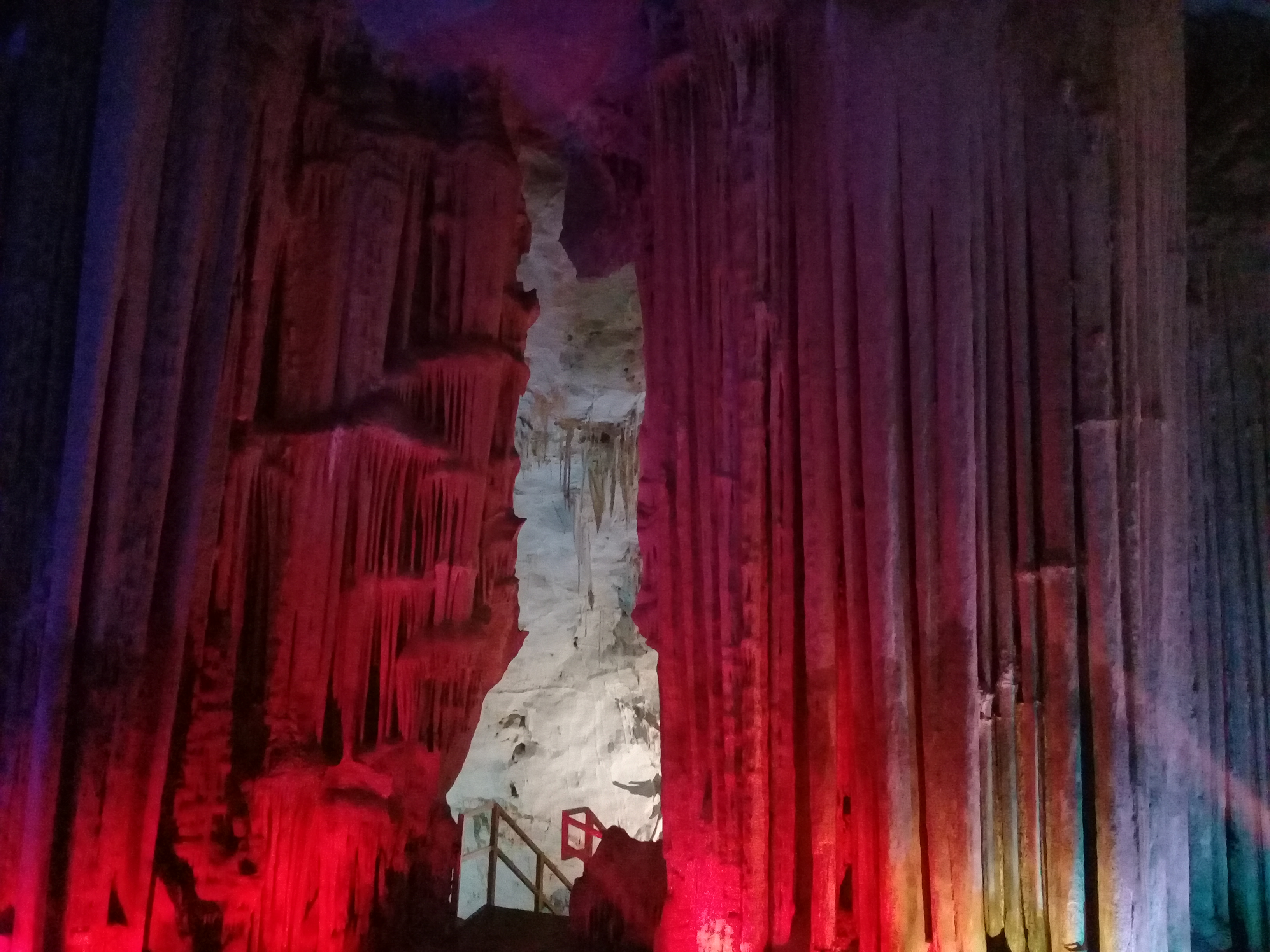
Illuminazione artificiale